# إنجاز فلسطين
إنجاز فلسطين هي مؤسسة فلسطينية مستقلة غير حكومية أنشئت عام 2007، تديرها وترعاها مجموعة من الشركات الفلسطينية الرائدة الساعية لتعزيز قدرات الشباب الفلسطيني على المساهمة في التنمية الاقتصادية. وتوفر إنجاز برامج يقدمها متطوعون ذوي خبرة لإلهام الشباب حول الابتكار في مجال إدارة المشاريع والأعمال. تلعب إنجاز دوراً بارزاً في خلق وعي اقتصادي مبتكر لدى الشباب على المستوى العالمي، من خلال عضويتها الفاعلة مع شبكة إنجاز العرب ومؤسسة "إنجاز" الدولية (بالإنجليزية: Junior Achievement Worldwide)‏.
تهدف «إنجاز» إلى تعزيز الفرص الاقتصادية للشباب الفلسطيني من خلال توفير سلسلة من الدورات التعليمية والاقتصادية ذات الطابع العملي والتي تنفذها في المدارس والجامعات الفلسطينية. تتميز برامج إنجاز بقدرتها على تطوير القدرات القيادية للطلبة، وبالتالي تسريع وتيرة الإبداع لديهم، وإعدادهم لعالم الأعمال، وتمكينهم من إدارة المعرفة لتحقيق مسارات جديدة من شانها للحد من البطالة وتوفير الفرص وفتح آفاق واعدة لمشاريع ريادية جديدة.

## رؤية المؤسسة وأهدافها
في موقعها على الشبكة تعرف المؤسسة مهمتها ب«المساھمة في بناء اقتصاد فلسطیني قوي، والتعلیم والتجھیز الجید لجیل جدید من الشباب لیصبحوا قادة الأعمال التجاریة وریادیي المستقبل»، وتضع لنفسها الأهداف التالية:
- تعزیز الروح الریادیة لدى جیل الشباب وتطویر المعرفة لدیھم، وتطویر مھاراتهم وتوجھاتهم لتعزيز فرصھم الاقتصادیة وفرصھم في الحصول على عمل، إضافة إلى تطویر مھاراتھم الحیاتیة والأكادیمیة.
- جسر الھوة بین المعرفة الأكادیمیة والمھارات اللازمة للنفاذ إلى سوق العمل، وتوفیرالخبرة العملیة والتدریب والتعلم التجریبي للطلاب
- تعزیز الروابط بین المجتمع والقطاع الخاص من خلال الحشد الفعال للقطاع الخاص للقيام بدوره ومسؤولیته الإجتماعیة تجاه المجتمع
- مواصلة تعزیز الحوكمة والسیاسات التشغیلیة، الإداریة، والمالیة ورفع قدرات مؤسسة إنجاز فلسطین.[1]

## الهيئة العامة
- البنك العربي
- مجموعة الاتصالات الفلسطينية
- باديكو القابضة
- مكتب اتقان للخدمات الاستشارية
- الشركة العربية الفلسطينية للاستثمار المحدودة (أيبك)
- شركة المشروبات الوطنية كوكاكولا / كابي
- مطاحن القمح الذهبي
- الصندوق العربي للإنماء الاقتصادي والاجتماعي
- مجموعة طلال أبو غزالة
- شبكة راية الإعلامية
- بنك القدس
- البنك الإسلامي العربي
- بنك فلسطين
- البنك الإسلامي الفلسطيني
- شركة ترست العالمية للتأمين
- شركة لاكاسا القابضة
- مجموعة الأفق للموارد
- بنك القاهرة عمان
- شركة الشرق الادنى للصناعة والتجارة
- شركة درب لمعدات المياه والصرف الصحي
- اوريدو فلسطين
- شركة فور ديزاين للتصميم الداخلي والإنشاء

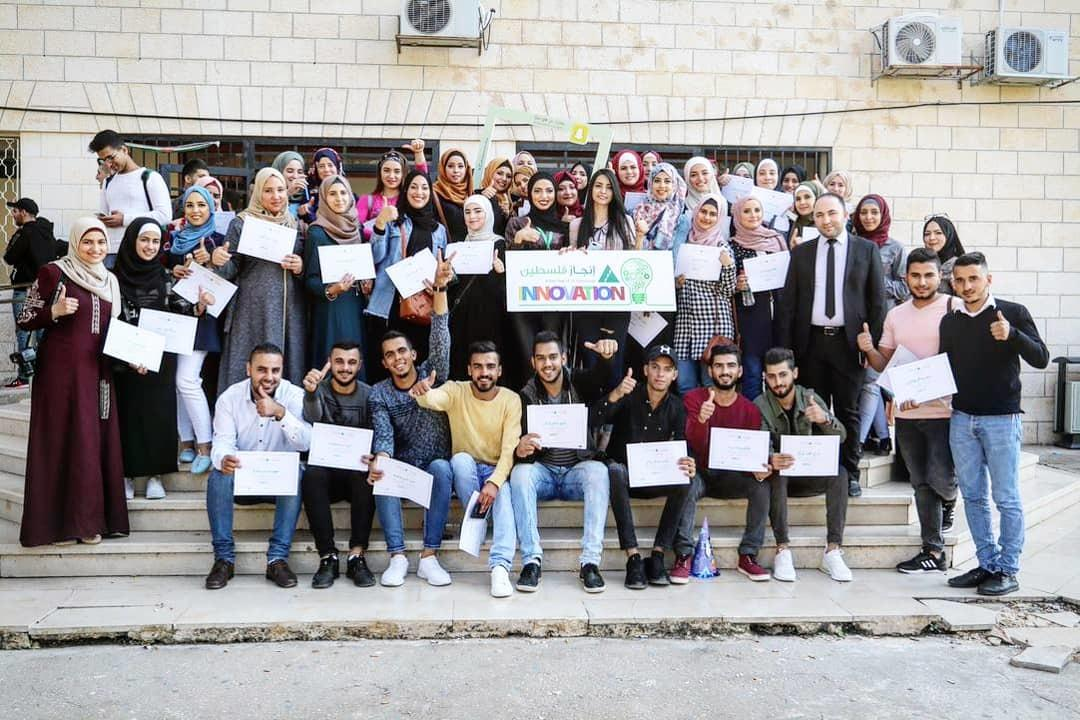
إختتام أحد برامج إنجاز الذي تم في مدينة طولكرم

- مجموعة مسروجي
- مجموعة عنبتاوي
- شركة مينا تك
- شركة أبو عيسى القابضة
- شركة الأرز للآيس كريم المحدودة [2]

## الهيكل التنظيمي
يشرف على عمل مؤسسة إنجاز فلسطين مجلس إدارة مكون من 11 عضو منتخبين من قبل أعضاء الهيئة العامة للمؤسسة والذي يجتمع على أساس منتظم.
يتكون طاقم إنجاز من 20 موظف وموظفة موزعين على 9 مكاتب في تسع من محافظات الوطن، وتتبع للإدارة العامة للمؤسسة في مقرها الرئيسي في رام الله.
تنفذ المؤسسة برامجها وأنشطتها  في مختلف محافظات الوطن  بما فيها القدس ورام الله والبيرة ونابلس وقلقيلية وطولكرم والخليل والقدس وجنين وطوباس وسلفيت وقطاع غزة.

## كيفية عمل إنجاز
بناء على التنسيق مع شركائنا من القطاع التعليمي، يقوم قادة وممثلو القطاع الخاص الفلسطيني بإرسال نخبة من كوادرهم كمتطوعين لتنفيذ برامج إنجاز في مختلف المدارس (الخاصة، الحكومية، والمدارس التابعة لوكالة الغوث الدولية) والجامعات. تقدم كل دورة خلال فصل دراسي واحد بمعدل حصة أسبوعية (45 دقيقة). ويمثل متطوعو إنجاز النموذج الحي لاختيارات الطلاب المستقبلية، فهم يلهمون الطلبة ويغذون خبراتهم، والتي تعزز لديهم الإحساس بإمكانية التغيير والمساهمة بمستقبل مشرق.
شركاء إنجاز
القطاع التعليمي
تعمل إنجاز فلسطين ضمن شراكة حقيقية مع وزارة التربية والتعليم ووكالة غوث وتشغيل اللاجئين الفلسطينيين، حيث أفضت هذه الشراكة إلى تعاون جميع كوادر القطاع التعليمي من مدارس وجامعات ومشرفين ومعلمين مما يساهم في إنجاح المؤسسة وبرامجها.
القطاع الخاص
يعتبر القطاع الخاص شريكا رئيسا لمؤسسة إنجاز فلسطين، كون هذا القطاع يقدم الدعم للمؤسسة وبرامجها على الدوام، علاوة على رفدها بنخبة من المتطوعين أصحاب الخبرة والكفاءة.
مؤسسات المجتمع الفلسطيني
تسعى مؤسسة إنجاز فلسطين إلى إشراك مؤسسات المجتمع الفلسطيني في عملية تنفيذ برامجها، حيث تتواصل بشكل فعّال مع شبكة من مؤسسات المجتمع المدني والأندية الشبابية في مدن الوطن كافة، مما يساهم في إفادة شريحة أكبر من الشباب الفلسطيني.

## برامج إنجاز
- ريادة الأعمال :تتيح هذه البرامج الفرصة للطلبة بتنفيذ المشاريع الخاصة بهم إما الربحية أو المجتمعية، حيث يقوم متطوع القطاع الخاص بتمكين مهارات تنظيم المشاريع لدى الطلبة المشاركين من خلال مشاركتهم بعملية التخطيط وتنفيذ المشاريع، بالإضافة لتعريفهم بالمفاهيم الاقتصادية والإدارية الأساسية، مستفدين من حل المشاكل الفعلية التي تواجهم.[4]
- المعرفة المالية : تهدف هذه البرامج إلى تزويد الطلبة بالمعرفة والخبرة العملية التي يحتاجون إليها لضمان قدرتهم على إدارة أموالهم بحكمة وبناء ثروتهم. هذه البرامج تحدث تأثير إيجابي على المشاركين من خلال تكريس خبراتهم المالية وتزويدهم بالمهارات الأساسية التي يحتاجونها لضمان الإدارة السليمة للأموال في جميع مراحل حياتهم.
- جاهزية العمل تساعد هذه البرامج الطلبة على اتخاذ قرارات واعية حول مستقبلهم الاكاديمي والمهني، وتعزز المهارات التي من شأنها تحقيق النجاح في عالم الأعمال، وذلك من خلال تبادل الخبرات مع متطوعي القطاع الخاص، حيث يتم مناقشة سبل توليد الثروة وإدارتها على نحو فعال وبطريقة ريادية. يطّلع الطلبة على فرص العمل المتوفرة في سوق العمل ومعرفة المهارات والخبرات التي يحتاجونها للحصول عليها.